# Hippos

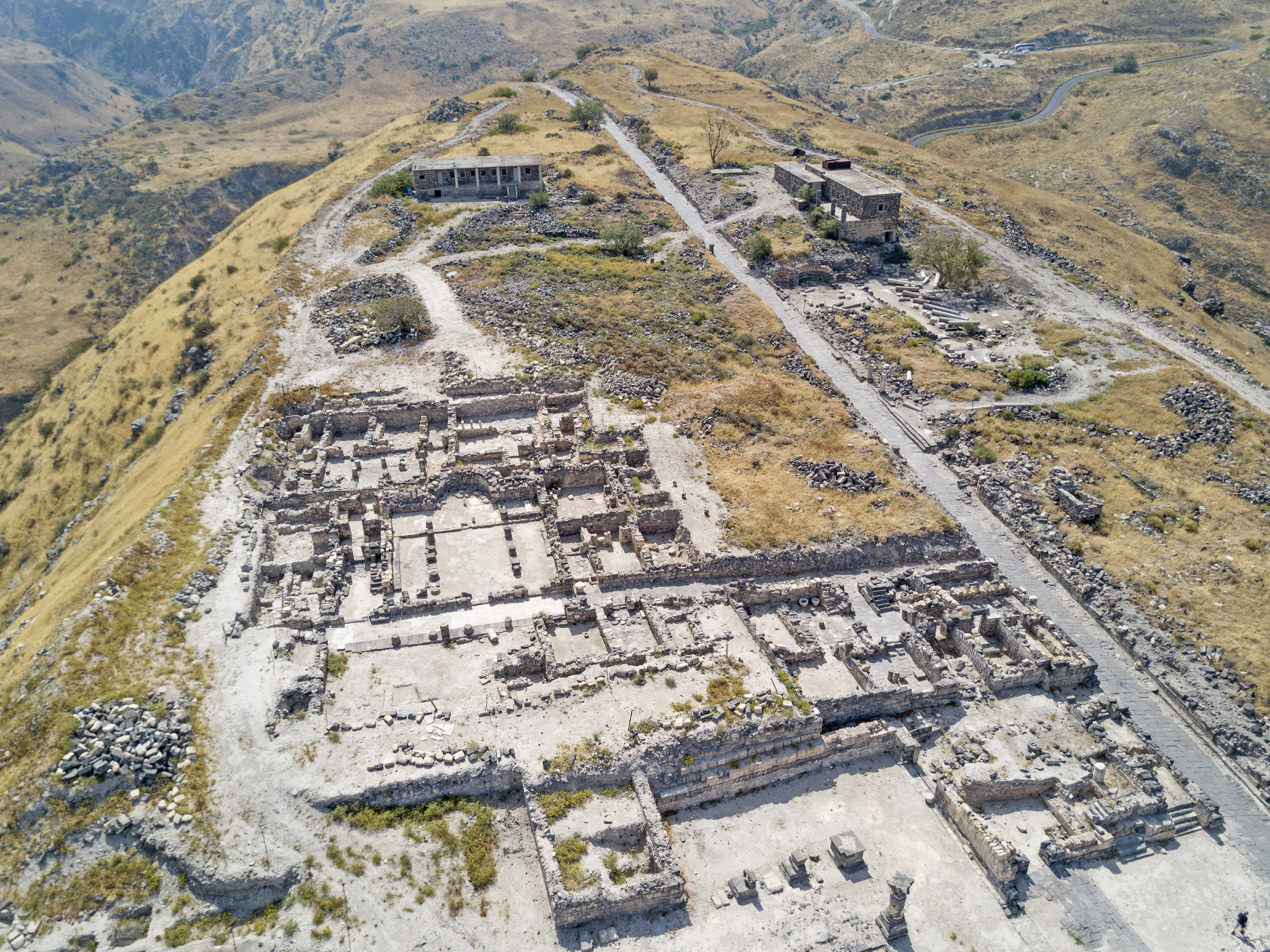
Sussita – Aerial photography April 2017

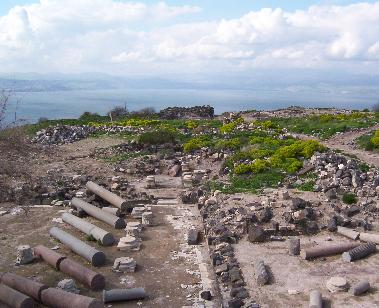
Hippos – Blick nach Westen

Hippos war eine griechisch-römische Stadt in der Dekapolis, erbaut auf einem flachen Hügel am Fuß der Golanhöhen, etwa 350 m über und 2 km östlich des Sees Genezareth. Zur Stadt gehörte eine kleine, unmittelbar am See gelegene Hafenanlage.
Der Name der Stadt rührt angeblich von der Form des Hügels her, auf dem sie gelegen ist. Von oben gesehen erinnert sie vage an Kopf und Hals eines Pferdes, weshalb sie den griechischen Namen Hippos („Pferd“) erhielt. Der aramäische Name Susita bedeutet ebenfalls „Pferd“. Der arabische Name Qal’at el-Husn bedeutet „Festung des Pferdes“. Auch alternative Schreibweisen (Hippus und latinisiert Hippum) sind belegt.

## Ausgrabungen
Erste Untersuchungen wurden 1885 von dem deutschen Archäologen Gottlieb Schumacher durchgeführt, der den Fundort allerdings irrtümlich als Gadara identifizierte.
Erste Ausgrabungen erfolgten 1951–1955 durch die israelische Archäologin Claire Epstein. Sie fand eine byzantinische Kirche, vermutlich Sitz des Bischofs von Hippos. Die MaʿAZ legte eine asphaltierte Zuwegung her, um die Fundstätte touristisch zu erschließen. Nach Ende der Ausgrabungen verwendete die israelische Armee wie die Griechen des Altertums den Hügel als Festung bis zur Besetzung der Golanhöhen im Sechstagekrieg.
Im Jahr 2000 begann eine weitere Grabung unter Leitung von Arthur Segal von der Universität Haifa. Die bis 2011 durchgeführten zwölf Kampagnen konzentrierten sich auf zwölf Grabungsorte, darunter:
- das römische Forum,
- einen kleinen römischen Tempel (Kaiserkult),
- einen großen hellenistischen Tempel,
- zwei byzantinische Kirchen,
- die nordöstlichen Wohnanlagen,
- die römischen Stadttore und
- Teile der nördlichen und südlichen Befestigungsanlagen.

Im September 2019 haben Archäologen in einer verbrannten byzantinischen Kirche griechische Inschriften und Mosaike mit christlichen Motiven, darunter eine Abbildung eines Korbs mit Brotlaiben, eines Pfaus und eines Fisches frei gelegt. Die Kirche wurde wahrscheinlich während der Eroberung durch das Sassanidenreich im Jahre 614 n. Chr. in Brand gesteckt. Die Ausgrabungen werden von Michael Eisenberg im Auftrag des Instituts für Archäologie an der Universität Haifa betreut.